# Gazprombank
Die Gazprombank (russisch Газпромбанк) ist eine der großen Banken in Russland und hat ihren Hauptsitz in Moskau. Die Geschäftsfelder umfassen unter anderem das Privatkunden- und Firmenkundengeschäft, das Investmentbanking, den Wertpapierhandel sowie Handel mit Devisen und Edelmetallen. Neben reinen Bankgeschäften ist die Gazprombank über ihre Tochtergesellschaft Gazprom-Media auch einer der größten Medienkonzerne Russlands. Außerdem besitzt die Bank mit OMZ ein Schwerindustrieunternehmen, das Anlagen für Bergbau, Petrochemie und Atomkraftwerke produziert. Die Bank hat 12.700 Mitarbeiter.

## Geschichte und Leitung
Die Bank wurde 1990 durch den russischen Energiekonzern Gazprom als Tochtergesellschaft gegründet und befindet sich heute mehrheitlich wie auch Gazprom in Staatsbesitz. Die größten Anteilseigner sind der Rentenfonds „GAZFOND“ (49 Prozent), Gazprom (35 Prozent) und die Wneschekonombank (10 Prozent). Daher ist der russische Staat indirekt Mehrheitseigner.
Der Vorstandsvorsitzende der Gazprombank ist der Vorstandsvorsitzende von Gazprom, Alexei Miller.
Der ehemalige Vizechef Igor Wolobujew (russisch Игорь Волобуев) ist laut eigenen Angaben am 2. März 2022 aus Russland in die Ukraine ausgereist und hat sich der Legion Freiheit Russlands angeschlossen.
Am 18. April 2022 wurde  Wladislaw Awajew (russisch Владислав Аваев), ehemaliger Vizepräsident der Gazprombank, der in der Vergangenheit auch für den Kreml gearbeitet hatte, zusammen mit seiner Familie in seiner Moskauer Wohnung tot aufgefunden.
Im Oktober 2022 teilte die Gazprombank (Switzerland) mit, den Betrieb einzustellen.

## Rechtsform
Die Rechtsform der Bank ist seit 2007 eine offene Aktiengesellschaft, in Russland als OAO (Открытое акционерное общество) bzw. im internationalen Gebrauch als OJSC (Open Joint Stock Company) bezeichnet.

## Sanktionen
Im Verlauf der Krise in der Ukraine 2014 erließen die USA und die EU im Juli 2014 Sanktionen gegen die Gazprombank.
Ende desselben Jahres erhielt die Gazprombank staatliche Hilfe von umgerechnet 560 Millionen Euro.

## Tochtergesellschaften
- Credit Ural Bank (Russland)
- GPB-Mortgage (Russland)
- Evrofinance Mosnarbank (Russland)
- Belgazprombank (Belarus)
- Areximbank (Armenien)
- GPB International S.A. (Luxemburg)
- Gazprom-Media
- GPB Financial Services Limited

### Schweiz
Seit 1966 ist die GPB (Schweiz) AG (vorher: Gazprombank (Switzerland) Ltd.) in der Schweiz vertreten, damals noch als Russische Kommerzial Bank AG.
Aufgrund der Panama Papers startete die Schweizer Finanzmarktaufsicht ein Verfahren gegen die Gazprombank Schweiz. Dieses hatte den Umgang mit «politisch exponierten Personen» zum Inhalt. Gazprombank wurde 2018 wegen schwerer Verstöße gegen das Geldwäschereigesetz bestraft. Schweizer Anwälte, die im Auftrag von „Putins Kassierer“ arbeiteten, wurden wegen einer Gesetzeslücke nicht belangt. Beim Strohmann, welcher tatsächlich Aktivitäten der Bank Rossija deckte, handelte es sich um den mit Wladimir Putin bekannten Sergei Roldugin. Gegen den CEO sowie drei weitere Angestellte der Gazprombank Schweiz soll am 8. März 2023 ein Prozess am Bezirksgericht Zürich stattfinden. Den Angeklagten wird vorgeworfen, die Vereinbarung über die Standesregeln zur Sorgfaltspflicht der Banken in Bezug auf eine Geschäftsbeziehung mit Sergei Roldugin zwischen 2014 und 2016 verletzt zu haben.
Wenige Tage nach dem Russischen Überfall auf die Ukraine teilte die Schweizerische Bankiervereinigung Anfang März 2022 mit, dass die Gazprombank (Schweiz) AG, wie auch die Sberbank (Switzerland) AG, per sofort aus der Vereinigung ausgeschlossen wird. Die Finanzierung der Nord Stream 2 lief über die Bank. Im Oktober 2022 kündigte die Bank den Rückzug aus der Schweiz an.

## Austritt
Der langjährige Vizechef der Gazprombank, Igor Wolobujew, ist nach eigener Aussage am 2. März 2022, 6 Tage nach dem Russischen Überfall auf die Ukraine, aus Russland in sein Geburtsland Ukraine geflohen, weil er den Angriffskrieg Russlands verurteile und „mit der Waffe in der Hand seine Heimat verteidigen“ wolle.